# Acis trichophylla
Acis trichophylla là một loài thực vật có hoa trong họ Amaryllidaceae. Loài này được G.Don mô tả khoa học đầu tiên năm 1830.

## Hình ảnh

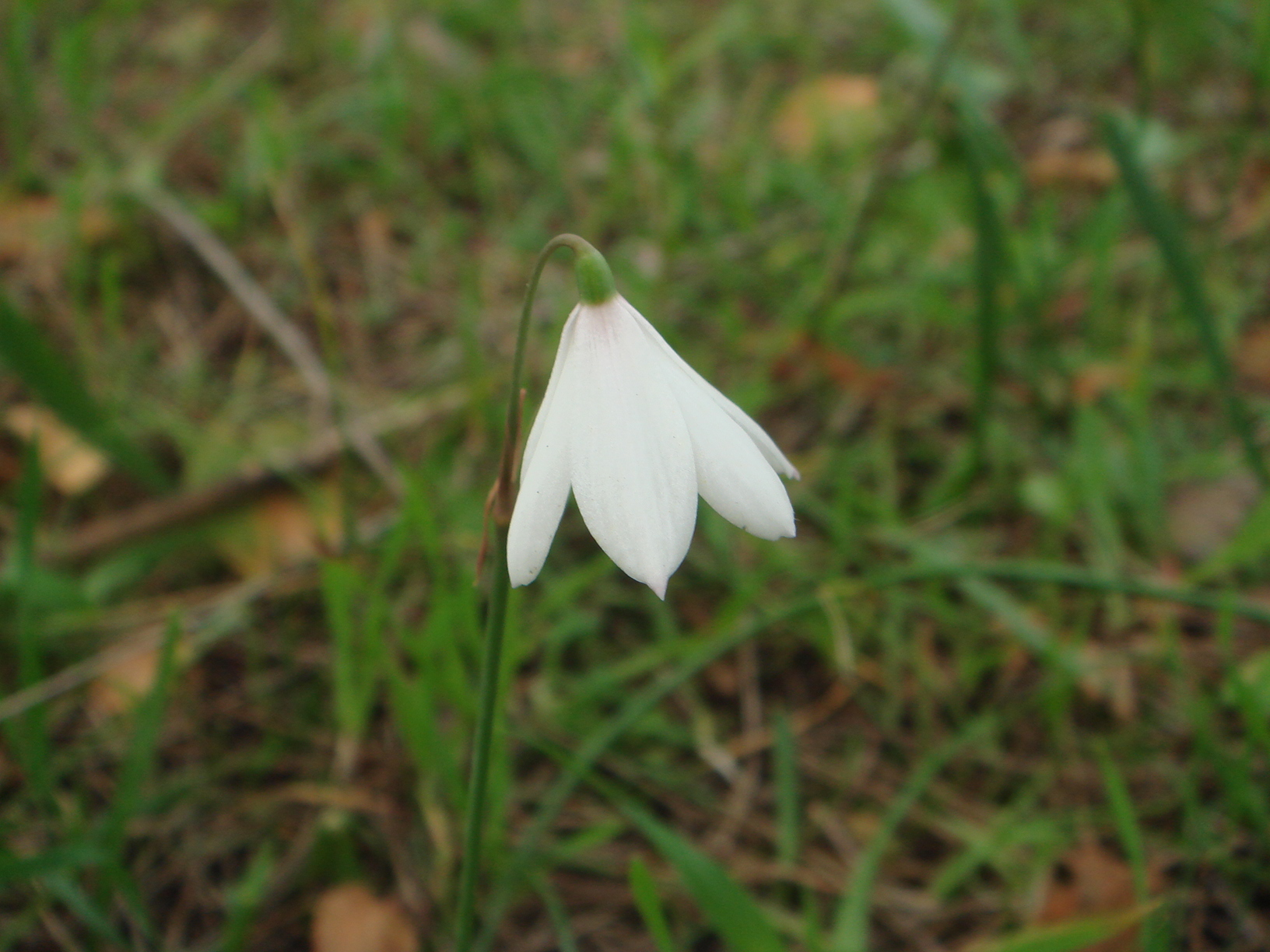